# فريتس مورنغ
فريتس مورنغ (بالهولندية: Frits Meuring)‏ (6 يونيو 1882 – 28 مايو 1973) هو سبّاح هولندي راحل، مثّل بلاده في الألعاب الأولمبية الصيفية 1908.

## روابط خارجية
فريتس مورنغ على موقع أوليمبيديا (الإنجليزية)